# 莊年
莊年（1703年5月20日—1755年11月12日），字夔鳴，號榕亭，江蘇省常州府武進縣（今屬常州市）人，清朝政治人物。

## 生平
監生出身，受保舉歷署福建龍巖縣、漳平縣、將樂縣、長泰縣印務，期滿實授長泰縣知縣。雍正十三年（1735年），調補福清縣知縣。乾隆六年（1741年）十一月陞任臺灣府淡水廳海防同知。七年（1742年），擢建寧府知府。八年（1743年）七月，擢臺灣道，加按察使司副使銜。九年（1744年）七月經試用一年後留任。十年（1745年）協同巡臺御史六十七、范咸、臺灣府知府褚祿重修《臺灣府志》。後遷甘肅平慶道。誥授中憲大夫，誥贈通議大夫、廣東按察使。
著作有《澄臺集》一卷。

## 家庭及關聯

### 妻妾
- 正室：徐氏（崑山徐氏），廣東肇羅道徐涵之女。
- 側室：張氏。

### 子女
有四子二女。
- 長子：莊經傳。
- 次子：莊經文。
- 三子：莊肇奎。
- 四子：莊經源。
- 長女，適福建鹽大使溫州張瑞齡。